# Нейхейс, Бас
Бас Нейхейс (нидерл. Hendrikus Sebastiaan Hermanus „Bas“ Nijhuis; род. 12 января 1977 года, Энсхеде, Нидерланды) — нидерландский футбольный арбитр. Арбитр ФИФА с 2007 года. По профессии мясник.

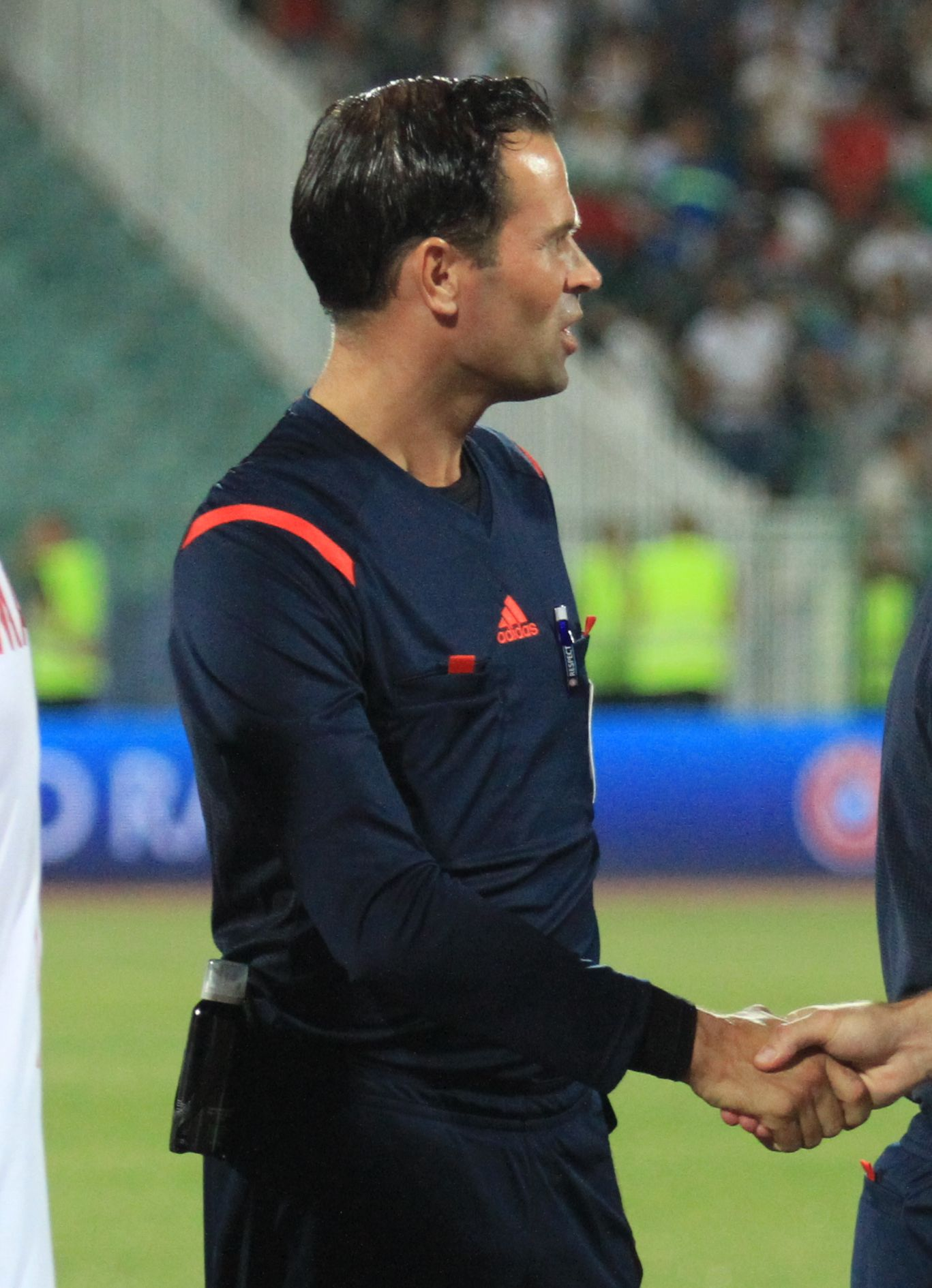

## Карьера
Отец Баса был футбольным арбитром, сам Бас начал судить футбольные матчи в возрасте 15 лет. В марте 2005 года дебютировал в качестве главного арбитра в матче между клубами «Херенвен» и «Валвейк» в высшем дивизионе чемпионата Голландии. С 2007 года обслуживает матчи Лиги чемпионов УЕФА и Лиги Европы УЕФА. Арбитр ФИФА с 2007 года. 
С 2009 года обслуживает отборочные матчи к чемпионату мира и чемпионату Европы. В 2011 году обслуживал матчи чемпионата мира среди юниоров в Мексике. С июля 2015 года входит в элитную группу арбитров УЕФА.

## Ссылка
- Профиль на worldreferee  (англ.)
- Профиль на footballzz  (англ.)
- Статистика на footballdatabase  (англ.)
- Статистика на football-lineups  (англ.)
- Профиль на scoreshelf  (англ.)
- Профиль на eu-football  (англ.)